# مزرعه (آباده)
مزرعه (آباده)، روستایی از توابع بخش مرکزی شهرستان آباده در استان فارس ایران است. با توجه به بقایای سفال‌های مشاهده شده در محدوده چشمه این روستا و همچنین آثار باقی‌مانده از نارنج‌قلعه و قبرستان گبری‌ها در بخش جنوبی روستا، احتمالاً اولین علایم مدنیت در روستای مزرعه به دوران باستان باز می‌گردد. نارنج قلعه که امروز تنها بخشی تخریب شده از آن بر فراز قله کوه جنوبی چشمه قرار دارد در دوران‌های مختلف تاریخی از زمان هخامنشیان احتمالاً تا اواسط قاجار به عنوان دژ نظامی و بیشتر به منظور دیده‌بانی مورد استفاده قرار می‌گرفته‌است. نارنج قلعه یکی از چهار دژ دیده‌بانی در محدوده دشت آباده بوده‌است. با این وجود شکل‌گیری روستا به شکل امروزی آن به قرن دهم بر می‌گردد.
فامیل‌های مقامی و نوشاد ساکنین اصلی این روستا هستند.

## جمعیت
این روستا در دهستان بهمن قرار دارد و بر اساس سرشماری مرکز آمار ایران در سال ۱۳۸۵، جمعیت آن ۱۲۲ نفر (۳۶ خانوار) بوده‌است. بسیاری از جوانان این روستا به شهرهای بزرگ‌تر از جمله اصفهان، شیراز و تهران مهاجرت کرده‌اند.